# Rozkład Choleskiego
Rozkład Choleskiego lub rozkład Banachiewicza jest procedurą rozkładu symetrycznej, dodatnio określonej macierzy {\displaystyle A} na iloczyn postaci:
{\displaystyle A=LL^{T},}
gdzie {\displaystyle L} jest dolną macierzą trójkątną, a {\displaystyle L^{T}} jej transpozycją.
Macierz dowolnego typu można rozłożyć na iloczyn dolnej i górnej macierzy trójkątnej postaci {\displaystyle A=LU} stosując metodę LU. Jedynie w przypadku macierzy symetrycznych i dodatnio określonych możliwy jest rozkład Choleskiego. Jeśli {\displaystyle A} jest dodatnio określoną macierzą hermitowską to rozkład Choleskiego ma postać:
{\displaystyle A=LL^{*}.}

## Algorytm rozkładu
Rozpisując iloczyn {\displaystyle A=LL^{T},} otrzymujemy:
{\displaystyle {\begin{bmatrix}a_{11}&a_{12}&\cdots &a_{1n}\\a_{21}&a_{22}&\cdots &a_{2n}\\\vdots &\vdots &\ddots &\vdots \\a_{n1}&a_{n2}&\cdots &a_{nn}\end{bmatrix}}={\begin{bmatrix}l_{11}&0&\cdots &0\\l_{21}&l_{22}&\cdots &0\\\vdots &\vdots &\ddots &0\\l_{n1}&l_{n2}&\cdots &l_{nn}\end{bmatrix}}{\begin{bmatrix}l_{11}&l_{21}&\cdots &l_{n1}\\0&l_{22}&\cdots &l_{n2}\\\vdots &\vdots &\ddots &\vdots \\0&0&\cdots &l_{nn}\end{bmatrix}}}
Współczynniki macierzy {\displaystyle A} są zatem równe:
{\displaystyle {\begin{aligned}&a_{11}=l_{11}^{2}&\rightarrow \ &l_{11}={\sqrt {a_{11}}}\\&a_{21}=l_{21}l_{11}&\rightarrow \ &l_{21}={\frac {a_{21}}{l_{11}}}\\&a_{22}=l_{21}^{2}+l_{22}^{2}&\rightarrow \ &l_{22}={\sqrt {a_{22}-l_{21}^{2}}}\\&a_{32}=l_{31}l_{21}+l_{32}l_{22}&\rightarrow \ &l_{32}={\frac {a_{32}-l_{31}l_{21}}{l_{22}}}\\&\dots \end{aligned}}}
W ogólności:
{\displaystyle l_{ii}={\sqrt {a_{ii}-\sum _{k=1}^{i-1}l_{ik}^{2}}},}
{\displaystyle l_{ji}={\frac {a_{ji}-\sum _{k=1}^{i-1}l_{jk}l_{ik}}{l_{ii}}}.}
W zależności od tego czy kolejne elementy macierzy {\displaystyle L} są wyznaczane wierszami czy kolumnami, powyższy algorytm nosi nazwę algorytmu Choleskiego-Banachiewicza lub algorytmu Choleskiego-Crouta. Ze względu na to, że {\displaystyle A} jest dodatnio określona, wyrażenie pod pierwiastkiem jest zawsze dodatnie.

## Zastosowanie
Podobnie jak rozkład LU, rozkład Choleskiego stosuje się w rozwiązywaniu równań liniowych. Stosuje się go również przy generowaniu wektorów losowych o wielowymiarowym rozkładzie normalnym.
Aby zastosować rozkład Choleskiego do rozwiązywania układów równań z niesymetryczną macierzą główną układu
należy pomnożyć lewostronnie układ równań przez transpozycję macierzy głównej układu.